# Paradinha Nova
Paradinha Nova é uma aldeia portuguesa do Município de Bragança que foi sede da extinta Freguesia de Paradinha Nova, freguesia que tinha 15,95 km² de área e 109 habitantes (2011), e, por isso, uma densidade populacional de 6,8 hab/km².  
A Freguesia de Paradinha Nova foi extinta em 2013, no âmbito de uma reforma administrativa nacional, tendo sido agregada às freguesias de Izeda e Calvelhe, para formar uma nova freguesia denominada União das Freguesias de Izeda, Calvelhe e Paradinha Nova com a sede em Izeda.
Paradinha Nova integrou o antigo concelho de Izeda, extinto em 1855, altura em que passou a integrar o concelho (atual município) de Bragança.

## População
| População da freguesia de Paradinha Nova | População da freguesia de Paradinha Nova | População da freguesia de Paradinha Nova | População da freguesia de Paradinha Nova | População da freguesia de Paradinha Nova | População da freguesia de Paradinha Nova | População da freguesia de Paradinha Nova | População da freguesia de Paradinha Nova | População da freguesia de Paradinha Nova | População da freguesia de Paradinha Nova | População da freguesia de Paradinha Nova | População da freguesia de Paradinha Nova | População da freguesia de Paradinha Nova | População da freguesia de Paradinha Nova | População da freguesia de Paradinha Nova |
| ---------------------------------------- | ---------------------------------------- | ---------------------------------------- | ---------------------------------------- | ---------------------------------------- | ---------------------------------------- | ---------------------------------------- | ---------------------------------------- | ---------------------------------------- | ---------------------------------------- | ---------------------------------------- | ---------------------------------------- | ---------------------------------------- | ---------------------------------------- | ---------------------------------------- |
| 1864                                     | 1878                                     | 1890                                     | 1900                                     | 1911                                     | 1920                                     | 1930                                     | 1940                                     | 1950                                     | 1960                                     | 1970                                     | 1981                                     | 1991                                     | 2001                                     | 2011                                     |
| 300                                      | 315                                      | 407                                      | 390                                      |                                          |                                          |                                          | 386                                      | 441                                      | 524                                      | 317                                      | 234                                      | 168                                      | 150                                      | 109                                      |

Nos anos de 1911 a 1930 estava anexada à freguesia de Coelhoso.  Pelo decreto lei nº 27.424, de 31/12/1936, foram desanexadas, passando a constituir freguesias autónomas